# Uppbackning (lingvistik)
Inom lingvistik sker en uppbackning eller återkoppling under ett samtal där någon talar och en annan samtalspartner skjuter in svar, eller uppbackningar, i samtalet. En uppbackning kan vara verbal, icke-verbal eller både och. Uppbackning är ofta i formen av fatiska uttryck, som främst tjänar ett socialt eller metasyfte, som att markera lyssnarens uppmärksamhet, förståelse, sympati eller överenskommelse, snarare än att förmedla betydande information. Exempel på verbala uppbackning på svenska är sådana uttryck som "ja", "okej", "aha", "hmm", "visst" och "jag förstår".
Uppbackning kan skilja sig mellan sverigesvenska och finlandssvenska. Exempelvis är uppbackningar som "jå"  mer frekventa i finlandssvenskt samtal samt att förväntningarna på återkopplingen kan se olika ut.

## Termer på svenska
Uppbackning eller annorlunda uttryckt lingvistisk feedback i diskurs går under många namn. De har kallats stödsignaler, lingvistisk feedback, lyssnarsignaler, returord eller kvittoord, returyttranden, responsord, återkopplingssignaler, språklig återkoppling, återkoppling, samtalsstöd, simultanstöd, uppbackningar, feedback, feedbacksignaler, fortsättningssignaler med mera.
De många olika termerna beror på att forskare haft olika infallsvinklar i sin forskning och velat markera de vinklarna på olika sätt. Gemensamt är dock att uppbackningar inte gör anspråk på talturen, utan fungerar endast som stöd för samtalspartnerns taltur.